# 6910 Ikeguchi
6910 Ikeguchi (1991 FJ) là một tiểu hành tinh vành đai chính được phát hiện ngày 17 tháng 3 năm 1991 bởi S. Otomo và O. Muramatsu ở Kiyosato.